# Segona batalla de Tapae
La Segona Batalla de Tapae (any 101) va ser un enfrontament decisiu de la primera guerra dàcia, en la qual l'emperador romà Trajà va derrotar l'exèrcit del rei daci Decèbal envaint el regne enemic. La campanya va finalitzar el 102.

## Antecedents
Tan aviat com Trajà es va convertir en emperador, va planejar una campanya contra Dàcia que va resultar en la primera guerra dàcia que va transcórrer entre els anys 101 i 102, per castigar la falta de respecte de Decèbal envers els romans al no respectar els acords de pau signats els anys 87 i 88.
A més de les nou legions romanes que ja estaven situades en el Danubi, Trajà en va portar dues més, la Legió X Gemina i la Legió XI Claudia, i en va crear dues noves, la Legió II Traiana Fortis i la Legió XXX Ulpia Victrix. Amb elles, l'exèrcit romà va creuar el Danubi a l'alçada de Viminacium, fent lentament el seu camí cap a Dàcia.

## Batalla
Per a la campanya inicial, Trajà disposava de 86.000 homes repartits entre 7 legions i 41 cohorts i ales, (infanteria i cavalleria) d'unitats auxiliars i algunes vexillatios d'altres legions. L'exèrcit reunit era enorme, el major des de temps d'August i que no seria superat fins a la gran operació de Marc Aureli en el Danubi contra els germànics. L'exèrcit va marxar sobre el pas proper a la ciutat de Tapae on es trobava atrinxerat el líder daci amb uns 40.000 homes entre cavalleria sàrmata i infanteria dàcia. Decèbal, conscient de la inferioritat numèrica de les seves forces, va decidir jugar-se el tot pel tot preparant un parany a Trajà. Enfront de la ciutat de Tapae va atrinxerar la seva infanteria armada amb espases corbades, bloquejant el pas que creuava una estreta vall, mentre en un costat va ocultar als arquers i genets sàrmates i dacis en els boscos que vorejaven el camí.
Però Trajà no es va deixar enganyar i va dividir el seu exèrcit en dos grups. El primer, dirigit pel mateix emperador, el formaven la Legió I Adiutrix, Legió II Adiutrix Pia Fidelis, Legió IV Macedònica i Legió VII Claudia, més les dues cohorts de la Guàrdia Pretoriana, 20 d'infanteria auxiliar i 30 mixtes amb unes 10 ales de cavalleria, sumant en total uns 57.000 homes. Aquesta força es va dirigir frontalment cap als 30.000 homes d'infanteria que presentava Decèbal en l'estret pas pel qual volia obligar a passar a Trajà. Mentre, diverses de les cohorts auxiliars i vexillatio es van ocupar de cobrir els flancs alhora que el segon contingent deixat al comandament de Terci Julià es va internar en el bosc amb les legions Legió I Italica, Legió V Macedònica, i Legió XIII Gèmina, uns 29.000 homes, per expulsar a la cavalleria sàrmata amagada en ell i neutralitzar així la seva emboscada.
Els dacis van resistir l'ofensiva romana, però en esclatar una tempesta, van creure que era un signe dels déus, i van decidir retirar-se.

## Repercussions
A causa que s'apropava l'hivern, Trajà va decidir esperar a la primavera per seguir la seva ofensiva sobre Sarmizegethusa. Decèbal va aprofitar i l'hivern de 101 a 102, va atacar a la província romana de Mèsia, produint-se un gran xoc a Adamclisi. L'any següent, Decèbal, després d'algunes batusses menors i amb la seva capital sota setge, es va rendir. La guerra havia durat tan sols uns mesos. Dàcia va quedar convertida en un estat tributari i aliat de Roma, per la qual cosa diverses legions van ser acantonades al seu territori per assegurar el domini romà.